# Yvette Rosser
Pour les articles homonymes, voir Rosser (homonymie).
 (août 2015).
Yvette Claire Rosser, née le 31 janvier 1952, aussi connue sous le nom de Ram Rani, est un écrivain et chercheur américain.
Elle se considère comme hindoue et enseigne l'hindouisme aux Occidentaux.

## Biographie
Yvette Rosser a d'abord visité l'Inde en 1970, où elle a rencontré son gourou, Neem Karoli Baba,, qui lui a conseillé de poursuivre des études supérieures. Elle a ensuite étudié à l'Université du Texas à Austin. Elle obtint ensuite le PhD en 2003 avec une dissertation sur l'histoire de la politique en Asie du Sud.
Elle est cofondatrice du Memorial Committee G.M. Syed, une organisation à but non lucratif consacrée à l'enseignement de la philosophie de non-violence de G. M. Syed. G. M. Syed a fondé un mouvement politique, le Jay-i Sindh (« Vive le Sind ») et a soutenu la création d'un Sind indépendant, le Sindhudesh. Le Sindhudesh serait un État laïc et s’appuierait sur la diversité religieuse.

## Œuvres
- (en) Curriculum as Destiny : Forging National Identity in India, Pakistan, and Bangladesh (Dissertation), University of Texas at Austin, 2003 (lire en ligne)
- (en) Islamization of Pakistani Social Studies Textbooks, New Delhi, Rupa & Co., 2003, 109 p. (ISBN 81-291-0221-8)
- (en) Indoctrinating Minds : Politics of Education in Bangladesh, New Delhi, Rupa & Co., 2004, 218 p. (ISBN 81-291-0431-8)
- (en) Mukti Bahini to Jihad : The Evolution of Historiography in Bangladesh, New Delhi, India, Observer Research Foundation